# 基加利競技場
基加利競技場（英語：Kigali Arena）為位於盧旺達基加利的一座室內體育場，其主要用於籃球比賽。該場館於2019年開工，並於同年建成，落成至今已舉辦多場體育競賽和演唱會。該場館為目前東非最大的室內體育場館，其位於1986年建成的和平體育場旁。

## 興建過程
基加利競技場為盧旺達政府透過盧旺達住房委員會和土耳其蘇馬公司合建的項目。土建工程於2019年1月動工，興建過程由住房委員會監督。由於工地早晚班皆有1,000至2,000人同時工作，工程進展的速度相當驚人，同年6月中旬便已完成70%，整體工程並於7月完工，工期不及7個月。
2019年8月9日，基加利競技場正式啟用，啟用當日並舉辦一場愛國者隊和盧旺達能源隊之間的籃球比賽，總統保羅·卡加梅親臨觀賽。

## 概要
基加利競技場為一座室內體育場館，共設有10,000席座位，除可舉辦籃球、手球、排球和網球等各類室內體育賽事，還可舉辦演唱會和研討會等活動。該場館周邊還有兩座體育場館，分別為設有30,000席座位的和平體育場與2,500席座位的和平室內體育場。

## 舉辦活動
基加利競技場第一場正式的體育競賽為2019年非洲U16青年女子籃球錦標賽。2021年非洲籃球錦標賽也計畫於該場館舉行。
2019年，盧旺達全國籃球聯賽的決賽於該場館舉行，多場球賽的門票皆售罄。該場館也計畫舉辦非洲籃球聯賽第一球季的最終四強賽。